# Reinaldo Colucci
Reinaldo Colucci (* 29. Oktober 1985 in Descalvado, Bundesstaat São Paulo) ist ein brasilianischer Triathlet. Er ist zweifacher Olympiastarter (2008 und 2012), Militär-Weltmeister Triathlon (2012) und Sieger der 5150 European Championship (2014). Er wird geführt in der Bestenliste der Triathleten auf der Ironman-Distanz.

## Werdegang
Reinaldo Colucci wuchs in der Kleinstadt Descalvado im brasilianischen Bundesstaat  São Paulo auf. Er absolvierte bereits 2004 in Brasilien als 18-Jähriger erfolgreich seinen ersten Ironman und er belegte in Florianópolis den 8. Rang. Er wurde trainiert von Brett Sutton.
Im August 2006 konnte er in Frankreich auf der Kurzdistanz den Triathlon EDF Alpe d’Huez gewinnen.

### Olympische Sommerspiele 2008
Im Jahr 2008 startete er für Brasilien bei den Olympischen Sommerspielen in Peking im Triathlon (1,5 km Schwimmen, 40 km Radfahren und 10 km Laufen), wo er den 37. Rang belegte.
Bei den Ironman World Championships belegte er im Oktober 2009 auf Hawaii den 21. Rang.

### Olympische Sommerspiele 2012
2012 konnte sich Colucci erneut für die Olympischen Spiele qualifizieren und er belegte in London den 36. Rang. Im August gewann er in der Schweiz, in Lausanne, die Militär-Weltmeisterschaft Triathlon.
Im Januar 2014 gewann er zum vierten Mal auf der Mitteldistanz beim Ironman 70.3 Pucón und im Juli gewann er in Zürich die „5150 European Championships“. Im November 2016 konnte er bei der Erstaustragung in Rio de Janeiro auf der Mitteldistanz zum sechsten Mal ein Ironman-70.3-Rennen (1,9 km Schwimmen, 90 km Radfahren und 21,1 km Laufen) gewinnen. Reinaldo Colucci wird trainiert von Eduardo Braz.
2019 wurde der damals 34-Jährige im November zum fünften Mal brasilianischer Meister auf der Triathlon-Kurzdistanz.
Bei der Weltmeisterschaft auf der Triathlon-Langdistanz belegte Reinaldo Colucci im September 2021 den dritten Rang.
Im Dezember wurde er Dritter bei der nationalen Meisterschaft.
Im Mai 2022 konnte der damals 36-Jährige den Ironman Brasil für sich entscheiden und im Mai 2023 wurde er hier Zweiter. 2024 konnte er im Mai seinen Erfolg in Florianópolis aus 2022 wiederholen und sich seinen zweiten Ironman-Sieg sichern.

## Sportliche Erfolge
| Datum/Jahr    | Rang | Wettbewerb                              | Austragungsort   | Zeit     | Bemerkung                                                                           |
| ------------- | ---- | --------------------------------------- | ---------------- | -------- | ----------------------------------------------------------------------------------- |
| 5. Dez. 2021  | 3    | BRA Triathlon National Championships    | Brasília         | 01:53:42 | hinter Manoel Messias und Miguel Hidalgo                                            |
| 24. Nov. 2019 | 1    | BRA Triathlon National Championships    | Brasília         |          | Nationaler Meister Kurzdistanz (1,5 km Schwimmen, 40 km Radfahren und 10 km Laufen) |
| 2018          | 1    | BRA Triathlon National Championships    | Brasília         |          | Nationaler Meister Kurzdistanz                                                      |
| 2017          | 1    | BRA Triathlon National Championships    | Brasília         |          | Nationaler Meister Kurzdistanz                                                      |
| 27. Nov. 2016 | 2    | CAMTRI Triathlon American Championships | Buenos Aires     | 01:45:43 |                                                                                     |
| 19. Sep. 2015 | 43   | ITU World Championship Series 2015      | Chicago          | 01:48:17 | im „Grand Final“ der Rennserie 2015                                                 |
| 15. Nov. 2015 | 1    | CAMTRI Triathlon American Cup Final     | Buenos Aires     | 01:56:40 |                                                                                     |
| 12. Okt. 2014 | 12   | ITU Triathlon World Cup                 | Cartagena        | 01:48:24 |                                                                                     |
| 26. Juli 2014 | 1    | 5150 Zurich                             | Zürich           | 01:47:23 | 5150 European Championships                                                         |
| 22. Aug. 2012 | 1    | Militär-Weltmeisterschaft Triathlon     | Lausanne         | 01:48:15 |                                                                                     |
| 7. Aug. 2012  | 36   | Olympische Sommerspiele 2012            | London           | 01:50:59 |                                                                                     |
| 2012          | 1    | BRA Triathlon National Championships    | Brasília         |          | Nationaler Meister Kurzdistanz                                                      |
| 23. Okt. 2011 | 1    | Panamerikanische Spiele 2011            | Puerto Vallarta  | 01:48:02 | in Guadalajara                                                                      |
| 6. Aug. 2011  | 29   | ITU World Championship Series 2011      | London           | 01:52:46 |                                                                                     |
| 18. Juni 2011 | 12   | ITU World Championship Series 2011      | Kitzbühel        | 01:53:37 |                                                                                     |
| 4. Juni 2011  | 28   | ITU World Championship Series 2011      | Madrid           | 01:54:07 |                                                                                     |
| 9. Apr. 2011  | 24   | ITU World Championship Series 2011      | Sydney           | 01:52:13 |                                                                                     |
| 10. Okt. 2010 | 4    | ITU Triathlon Weltcup                   | Huatulco         | 01:50:09 |                                                                                     |
| 14. Aug. 2010 | 15   | ITU World Championship Series 2010      | Kitzbühel        | 01:54:25 |                                                                                     |
| 8. Aug. 2010  | 1    | ITU Triathlon Weltcup                   | Tiszaújváros     | 01:49:07 |                                                                                     |
| 24. Juli 2010 | 29   | ITU World Championship Series 2010      | London           | 01:44:16 |                                                                                     |
| 10. Juli 2010 | 10   | ITU Triathlon Weltcup                   | Holten           | 01:55:34 |                                                                                     |
| 18. Apr. 2010 | 7    | ITU Triathlon Weltcup                   | Monterrey        | 01:45:35 | [ 4 ]                                                                               |
| 6. Feb. 2010  | 1    | ITU Triathlon Pan American Cup          | Salinas          | 01:50:05 | [ 5 ]                                                                               |
| 21. Juni 2009 | 19   | ITU World Championship Series 2009      | Washington, D.C. | 01:52:21 |                                                                                     |
| 2009          | 1    | BRA Triathlon National Championships    | Brasília         |          | Nationaler Meister Kurzdistanz                                                      |
| 19. Aug. 2008 | 37   | Olympische Sommerspiele 2008            | Peking           | 01:53:13 |                                                                                     |
| 25. März 2007 | 1    | ITU Triathlon Asia Cup                  | Mekong River     | 01:42:20 |                                                                                     |
| 28. Jan. 2007 | 2    | Pan American Cup                        | Villarrica       | 01:48:38 |                                                                                     |
| 21. Jan. 2007 | 1    | Pan American Cup                        | La Paz           | 01:51:55 |                                                                                     |
| 3. Dez. 2006  | 1    | Laguna Phuket Triathlon                 | Phuket           | 02:30:58 | 1,8 km Schwimmen, 55 km Radfahren und 12 km Laufen                                  |
| 2. Aug. 2006  | 1    | Triathlon EDF Alpe d’Huez               | Alpe d’Huez      | 02:15:22 | Sieger auf der Kurzdistanz                                                          |

| Datum/Jahr    | Rang | Wettbewerb                      | Austragungsort  | Zeit     | Bemerkung                                              |
| ------------- | ---- | ------------------------------- | --------------- | -------- | ------------------------------------------------------ |
| 10. Aug. 2025 | 2    | Ironman 70.3 Rio de Janeiro     | Rio de Janeiro  | 03:35:44 |                                                        |
| 21. Apr. 2024 | 1    | Ironman 70.3 Peru               | Lima            | 03:42:27 |                                                        |
| 11. März 2022 | 7    | Clash Miami                     | Miami           | 02:46:29 | 1,7 km Schwimmen, 64,7 km Radfahren und 16,9 km Laufen |
| 9. Jan. 2022  | 3    | Ironman 70.3 Pucón              | Pucón           | 03:58:12 |                                                        |
| 4. Nov. 2018  | 2    | Ironman 70.3 Buenos Aires       | Buenos Aires    | 03:50:35 |                                                        |
| 30. Sep. 2018 | 1    | Ironman 70.3 Rio de Janeiro     | Rio de Janeiro  | 03:51:58 |                                                        |
| 22. Apr. 2018 | 1    | Challenge Cerrado               | Cerrado         | 03:53:07 |                                                        |
| 30. Juli 2017 | 1    | Ironman 70.3 Ecuador            | Manta           | 03:43:33 |                                                        |
| 6. Nov. 2016  | 1    | Ironman 70.3 Rio de Janeiro     | Rio de Janeiro  | 03:55:12 | Sieger bei der Erstaustragung                          |
| 12. Jan. 2014 | 1    | Ironman 70.3 Pucón              | Pucón           | 03:58:20 | vierter Sieg in Chile                                  |
| Jan. 2013     | 1    | Ironman 70.3 Pucón              | Pucón           | 04:04:12 |                                                        |
| 27. Aug. 2011 | 3    | Ironman 70.3 Brasil             | Penha           |          |                                                        |
| 16. Jan. 2011 | 2    | Ironman 70.3 Pucón              | Pucón           | 03:56:24 | [ 10 ]                                                 |
| 13. Nov. 2010 | 16   | Ironman 70.3 World Championship | Clearwater      | 03:51:20 | [ 11 ]                                                 |
| 28. Aug. 2010 | 3    | Ironman 70.3 Brasil             | Penha           | 03:56:02 | [ 12 ]                                                 |
| 24. Jan. 2010 | 1    | Ironman 70.3 Pucón              | Pucón           | 03:52:38 | Sieg mit neuem Streckenrekord                          |
| 14. Nov. 2009 | 17   | Ironman 70.3 World Championship | Clearwater      | 03:43:41 | [ 14 ]                                                 |
| 19. Juli 2009 | 6    | Vineman Ironman 70.3            | Sonoma County   | 04:01:09 |                                                        |
| 2. Mai 2009   | 3    | Wildflower Triathlon            | Monterey County | 04:03:34 | 1,9 km Schwimmen, 90 km Radfahren und 21,1 km Laufen   |
| 22. März 2009 | 5    | Ironman 70.3 Singapore          | Singapur        | 03:58:25 | [ 16 ]                                                 |
| 18. Jan. 2009 | 2    | Ironman 70.3 Pucón              | Pucón           | 03:59:21 |                                                        |
| 8. Nov. 2008  | 5    | Ironman 70.3 World Championship | Clearwater      | 03:43:22 | [ 17 ]                                                 |
| 20. Jan. 2008 | 1    | Ironman 70.3 Pucón              | Pucón           | 04:00:25 | [ 18 ]                                                 |
| 2. Sep. 2007  | 1    | Ironman 70.3 Singapore          | Singapur        | 03:49:59 | Sieg bei der Erstaustragung in Singapur                |

| Datum/Jahr    | Rang | Wettbewerb                                      | Austragungsort | Zeit     | Bemerkung                                                                                 |
| ------------- | ---- | ----------------------------------------------- | -------------- | -------- | ----------------------------------------------------------------------------------------- |
| 19. Mai 2024  | 1    | Ironman Brasil                                  | Florianópolis  | 07:58:37 |                                                                                           |
| 28. Mai 2023  | 2    | Ironman Brasil                                  | Florianópolis  | 08:00:44 | hinter dem Argentinier Luciano Taccone                                                    |
| 3. Juli 2022  | 2    | Challenge Roth                                  | Roth           | 07:52:36 |                                                                                           |
| 29. Mai 2022  | 1    | Ironman Brasil                                  | Florianópolis  | 07:48:28 | persönliche Ironman-Bestzeit                                                              |
| 12. Sep. 2021 | 3    | ITU Long Distance Triathlon World Championships | Almere         | 07:45:15 | Weltmeisterschaft auf der Triathlon-Langdistanz; persönliche Bestzeit auf der Langdistanz |
| 14. Okt. 2017 | 38   | Ironman Hawaii                                  | Hawaii         | 09:38:30 |                                                                                           |
| 28. Mai 2017  | 4    | Ironman Brasil                                  | Florianópolis  | 08:10:04 |                                                                                           |
| 30. Mai 2010  | DNF  | Ironman Brasil                                  | Florianópolis  | –        | [ 20 ]                                                                                    |
| 19. Okt. 2009 | 21   | Ironman Hawaii                                  | Kailua-Kona    | 08:53:14 | Ironman World Championships                                                               |
| 31. Mai 2009  | 2    | Ironman Brasil                                  | Florianópolis  | 08:28:08 |                                                                                           |
| 1. Aug. 2007  | 1    | Triathlon EDF Alpe d’Huez                       | Alpe d’Huez    | 05:59:00 | auf der Langdistanz (2,2 km Schwimmen, 115 km Radfahren und 22 km Laufen)                 |
| 15. Juli 2007 | 9    | ITU Long Distance Triathlon World Championships | Lorient        | 03:39:16 |                                                                                           |
| 26. Mai 2007  | 2    | Ironman Brasil                                  | Florianópolis  | 08:29:09 |                                                                                           |
| 24. Feb. 2007 | 10   | Ironman Malaysia                                | Langkawi       | 09:16:31 | [ 23 ]                                                                                    |
| 19. Nov. 2006 | 9    | ITU Long Distance Triathlon World Championships | Canberra       | 06:10:49 |                                                                                           |
| 15. Aug. 2006 | 2    | Embrunman                                       | Embrun         | 10:00:23 | zweiter Rang hinter dem Franzosen Hervé Faure                                             |
| 16. Juli 2006 | 1    | ITU Long Distance Triathlon World Series Event  | Lorient        | 05:36:47 |                                                                                           |
| 2. Juli 2006  | 7    | Ironman Switzerland                             | Zürich         | 08:43:50 | [ 25 ]                                                                                    |
| 2006          | 1    | Triathlon de Gérardmer                          | Gérardmer      | 06:08:27 | Sieger beim Triathlon XL                                                                  |
| 6. Aug. 2005  | 6    | ITU Long Distance Triathlon World Championships | Fredericia     | 05:45:08 |                                                                                           |
| 28. Mai 2005  | 4    | Ironman Brasil                                  | Florianópolis  | 09:03:24 | [ 26 ]                                                                                    |
| 29. Mai 2004  | 8    | Ironman Brasil                                  | Florianópolis  | 08:49:39 | [ 27 ]                                                                                    |

(DNF – Did Not Finish)